# Prinses Margrietsluis
De Prinses Margrietsluis is een schutsluis ten westen van Lemmer.
De sluis in het Prinses Margrietkanaal werd in 1952 in gebruik genomen, waardoor de Lemstersluis in Lemmer minder scheepvaart te verwerken kreeg. Het bouwwerk is geschikt voor de beroeps- en recreatievaart van en naar het IJsselmeer. De schutkolk heeft een lengte van 260 meter en de breedte is 16 m. Halverwege de jaren 90 van de vorige eeuw is hier een nieuwe hoge brug gebouwd. De afmetingen van de sluis en brug staat het gebruik door klasse Va schepen toe.